# Wedlock
Wedlock (Alternativtitel: Deadlock) ist ein amerikanischer Science-Fiction-Thriller aus dem Jahr 1991. Der Film startete am 5. September 1991 in den deutschen Kinos.

## Handlung
In der nahen Zukunft nimmt Frank Warren an einem Raubüberfall teil, bei dem Diamanten im Wert von 25 Millionen Dollar erbeutet werden. Seine Komplizen Sam und Noelle verraten ihn, Frank geht ins Gefängnis. Vorher gelingt es ihm jedoch noch, die Beute in Sicherheit zu bringen.
Im Gefängnis trägt jeder Insasse ein elektronisches Halsband. Die Bänder sind paarweise elektronisch gekoppelt und wenn ein Häftling sich mehr als 100 Meter von seinem Partner entfernt, explodieren beide Bänder und töten dabei beide Träger. Es wird geheim gehalten, wer mit wem gekoppelt ist.
Sam und Noelle möchten an die Diamanten kommen und arbeiten dazu mit dem Gefängnisdirektor Warden Holliday zusammen. Die Gefangene Tracy Riggs nimmt Hollidays Angebot an, ihnen zu helfen. Sie wurde zu Unrecht verurteilt und sieht darin die Möglichkeit, einem langjährigen Gefängnisaufenthalt zu entkommen. Holliday erleichtert Warren und Riggs, deren Halsbänder gekoppelt sind, die gemeinsame Flucht aus dem Gefängnis. Da Holliday aber als Gegenleistung für seine Zusammenarbeit die Hälfte des Geldes will, ermordet Noelle Sam, um seinen Anteil zu bekommen.
Im Showdown trickst Warren Holliday und Noelle aus. Er gibt Holliday einen der zwei Koffer mit Geld, das aus dem Verkauf der erbeuteten Diamanten stammt, in dem sich aber auch der Sprengstoff eines der mittlerweile unschädlich gemachten Halsbänder befindet. Den zweiten Teil des Sprengstoffs gibt er seiner ehemaligen Partnerin zusammen mit den Autoschlüsseln, in einem Schlüsselmäppchen versteckt. Als diese schließlich – in der Annahme, dadurch Warren und Riggs zu töten – einen Fernzünder betätigt, sprengt sie Holliday, an Bord eines Helikopters, und sich in die Luft. Warren und Riggs bleibt der zweite Koffer mit gut 12,5 Millionen Dollar Inhalt. Sie beschließen, zusammen zu bleiben.

## Hintergrund
Der Thriller wurde in Los Angeles und am Los Angeles River gedreht. Im Oktober 2021 wurde die Altersfreigabe der ungeschnittenen Fassung nach einer Neuprüfung durch die FSK von 18 auf 16 Jahre herabgesetzt.

## Kritiken
Das Lexikon des internationalen Films schrieb: „Schwerfällig inszenierter Actionfilm, dem es an Tempo und Spannung mangelt. Die eindimensionale Geschichte wird ohne sonderliche Pointen abgespult.“

## Auszeichnungen
Der Film wurde 1992 für den Tonschnitt für den Emmy Award nominiert.